# Santa Clara (Coimbra)
Pour les articles homonymes, voir Santa Clara.
Santa Clara est une ancienne paroisse civile portugaise (en portugais : freguesia) de la municipalité de Coimbra dans le district du même nom.
La loi no 11-A/2013 du 28 janvier 2013, portant réorganisation administrative du territoire des freguesias, fusionne Santa Clara avec la paroisse voisine de Castelo Viegas pour former l’União das freguesias de Santa Clara e Castelo Viegas (dont le siège est à Santa Clara).